# Rony Lopes
Pour les articles homonymes, voir Lopes.
Marcos Paulo Mesquita Lopes dit Rony Lopes, né le 28 décembre 1995 à Belém au Brésil, est un footballeur international portugais qui évolue au poste de milieu de terrain au SC Farense, en prêt de l'Alanyaspor.

## Biographie

### Enfance
Marcos Lopes naît au Brésil, à Belém, d'un père brésilien et d'une mère portugaise originaire de l'Angola. Il rentre avec sa famille au Portugal à l'âge de 4 ans. C'est là-bas qu'il se met à jouer au football et acquiert le surnom de "Rony".

### Carrière en club

#### Premiers pas et débuts professionnels à Manchester City (2013-2015)
En 2013, il signe son premier contrat professionnel avec Manchester City et joue son premier match officiel avec le club anglais le 5 janvier 2013 contre Watford lors du troisième tour de la FA Cup. Il remplace David Silva à la 88e minute avant de marquer deux minutes plus tard le but du 3-0. Ce but lui vaut d'être le joueur le plus jeune à marquer sous les couleurs de Manchester City, à 17 ans et 9 jours. 
Durant la saison 2013-2014, il est le capitaine de l' "Elite Development Squad" (équipe composée des moins de 21 ans) de Manchester City et participe à l'UEFA Youth League, compétition durant laquelle il marque deux buts lors de la victoire (4-1) face au FC Viktoria Plzeň et réalise un coup du chapeau face au Bayern Munich, son équipe s'imposant sur le score fleuve de 6-0.
Le 21 janvier 2014, il est titulaire face à West Ham pour le deuxième tour de la demi-finale de la Capital One Cup, distribuant deux passes décisives à Sergio Agüero et Álvaro Negredo avant d'être élu homme du match,. Il rejoue quatre jours plus tard, de nouveau contre Watford en FA Cup . Il figure comme remplaçant lors de plusieurs matchs de l'équipe première en Premier League, notamment lors de la défaite face à Chelsea le 3 février 2014. À la clôture de la saison, il est nommé meilleur joueur de la réserve de la saison par les supporters de Manchester City.

#### Prêt au Lille OSC (2014-2015)
Le 26 juin 2014, Rony Lopes signe un contrat avec le LOSC pour un prêt d'un an au sein du club lillois. Il fait ses débuts avec le club français face à Metz le 9 août 2014 en rentrant à la 67e minute de jeu mais ne parviendra pas à changer le court du jeu (match nul 0-0). Il fait ses débuts en Ligue des champions avec le club lillois le 20 août 2014 face au FC Porto.
Le 23 août 2014, il vit sa première titularisation en championnat face à Lorient, cédant sa place à la 81e minute après une bonne deuxième mi-temps. 
Le 14 septembre 2014, il marque son premier but avec le LOSC face à Nantes, après être entré à la mi-temps. Quatre jours plus tard, il vit sa première titularisation dans une compétition européenne lors du match de la Ligue Europa face au club russe FK Krasnodar. 
Le 27 septembre 2014, alors qu'il est titulaire face au SC Bastia, il sort à la 66e minute sur blessure. Le club annonce quelques jours plus tard que Rony Lopes est victime d'une déchirure aux ischio-jambiers, lui faisant rater tous les matchs du mois d'octobre. 
Le 1er novembre, il est à nouveau victime d'une blessure aux ischio-jambiers alors qu'il fait son retour à la compétition face à l'ASSE. Ayant offert une passe décisive à Michael Frey, il sort à la 42e minute après avoir été fauché par Ismaël Diomandé. Ce nouveau coup dur prive à nouveau le LOSC du jeune portugais, absent pour une période de deux à trois semaines. Il mit par la suite deux buts en ligue 1, un contre Montpellier et un contre Lyon.

#### AS Monaco (2015-2019)
Le 28 août 2015, il signe un contrat de cinq ans avec l'AS Monaco pour un montant de 12 millions d'euros. Sur la première partie de saison 2015-2016, il ne connait que 8 titularisations et ne marque aucun but.  
La saison 2017-18 s'avère être celle de la révélation puisqu'il s'impose au fur et à mesure comme la pièce maitresse de l'équipe monégasque. Il termine ainsi la saison meilleur buteur du club en Ligue 1 et prend part à toutes les rencontres de championnat. 

#### Nouveau prêt au LOSC (2016-2017)
Le 6 janvier 2016, Rony Lopes est de nouveau prêté au LOSC pour retrouver du temps de jeu. 
Après six mois, et notamment une finale de Coupe de la Ligue disputée et une qualification en C3 acquise, le prêt est renouvelé dans le cadre du transfert de Djibril Sidibé à l'ASM.

#### Séville FC (2019-2023)
Le 14 août 2019, il s'engage pour cinq saisons avec le Séville FC.

##### Prêt successifs à l'OGC Nice, l'Olympiakos et l'ESTAC Troyes (2020-2023)
Le 29 juillet 2020, il est prêté une saison avec option d'achat par le Séville FC à l'OGC Nice.
Le 17 août 2021, il est prêté par le Séville FC à l'Olympiakos pour une saison avec option d'achat.
Le 24 août 2022, il est prêté par le Séville FC à l’ESTAC Troyes pour une saison sans option d’achat .

#### Retour au Portugal au SC Braga (2023-2024)
Le 2 août 2023, il s'engage au SC Braga paraphant un contrat de 3 ans courant jusqu'en 2026.

#### Départ en Turquie (2024-)
Le 17 août 2024, il rejoint le club de Alanyaspor en Turquie en signant un contrat de deux ans, soit jusqu’en juin 2026.
Il marque son premier but pour Alanyaspor le 4 décembre 2024 contre le Fethiyespor en coupe de Turquie. Il est titularisé et participe à la victoire de son équipe par quatre buts à un

### Carrière en équipe nationale

#### Avec les jeunes (2011-2017)
Depuis 2011, Rony Lopes effectue ses classes avec les sélections jeunes.Durant l'été 2014, Lopes prend part à l'Euro des moins de 19 ans avec le Portugal U19. Il inscrit un doublé lors du premier match face à l'Israël U19. Son équipe atteint la finale mais ne parvient pas à remporter la compétition, le Portugal s'inclinant 1-0 face à l'Allemagne U19.

#### Avec les A (2017-)
Le 3 novembre 2017, il est appelé pour la première fois avec le Portugal A pour disputer deux matchs amicaux contre l'Arabie Saoudite et les États-Unis. Il entre en jeu à la 81e minute dans le match face aux États-Unis.
Le 15 mai 2018, après une saison convaincante à l'AS Monaco, le nom de Rony Lopes figure sur la liste préliminaire de 35 joueurs pouvant partir à la Coupe du monde 2018 dévoilée par Fernando Santos. Néanmoins, deux jours plus tard, le sélectionneur portugais publie une liste finale de 23 joueurs partant en Russie sans Rony Lopes.

## Statistiques
| Saison                | Club                  | Championnat           | Championnat | Championnat | Coupe nationale | Coupe nationale | Coupe de la Ligue | Coupe de la Ligue | Supercoupe | Supercoupe | Compétition(s) continentale(s) | Compétition(s) continentale(s) | Compétition(s) continentale(s) | Portugal | Portugal | Total | Total |
| Saison                | Club                  | Division              | M.          | B.          | M.              | B.              | M.                | B.                | M.         | B.         | Comp.                          | M.                             | B.                             | M.       | B.       | M.    | B.    |
| 2012-2013             | Manchester City       | Premier League        | -           | -           | 1               | 1               | -                 | -                 | -          | -          | -                              | -                              | -                              | -        | -        | 1     | 1     |
| 2013-2014             | Manchester City       | Premier League        | -           | -           | 1               | 0               | 3                 | 0                 | -          | -          | -                              | -                              | -                              | -        | -        | 4     | 0     |
| Sous-total            | Sous-total            | Sous-total            | -           | -           | 2               | 1               | 3                 | 0                 | -          | -          | -                              | -                              | -                              | -        | -        | 5     | 1     |
| 2014-2015             | Lille OSC (prêt)      | Ligue 1               | 23          | 3           | -               | -               | 1                 | 0                 | -          | -          | C1+C3                          | 2+1                            | 0                              | -        | -        | 27    | 3     |
| 2015-2016             | Lille OSC (prêt)      | Ligue 1               | 12          | 2           | 1               | 1               | 3                 | 0                 | -          | -          | -                              | -                              | -                              | -        | -        | 16    | 3     |
| 2016-2017             | Lille OSC (prêt)      | Ligue 1               | 25          | 4           | 2               | 2               | -                 | -                 | -          | -          | C3                             | 2                              | 0                              | -        | -        | 29    | 6     |
| Sous-total            | Sous-total            | Sous-total            | 60          | 9           | 3               | 3               | 4                 | 0                 | -          | -          | -                              | 5                              | 0                              | -        | -        | 72    | 12    |
| 2015-2016             | AS Monaco             | Ligue 1               | 2           | 0           | -               | -               | -                 | -                 | -          | -          | C3                             | -                              | -                              | -        | -        | 2     | 0     |
| 2017-2018             | AS Monaco             | Ligue 1               | 38          | 15          | 2               | 1               | 4                 | 0                 | 1          | 0          | C1                             | 5                              | 1                              | 1        | 0        | 51    | 17    |
| 2018-2019             | AS Monaco             | Ligue 1               | 24          | 2           | 2               | 0               | 2                 | 2                 | 1          | 0          | C1                             | -                              | -                              | 1        | 0        | 30    | 4     |
| 2019-2020             | AS Monaco             | Ligue 1               | 1           | 0           | -               | -               | -                 | -                 | -          | -          | -                              | -                              | -                              | -        | -        | 1     | 0     |
| Sous-total            | Sous-total            | Sous-total            | 65          | 17          | 4               | 1               | 6                 | 2                 | 2          | 0          | -                              | 5                              | 1                              | 2        | 0        | 84    | 21    |
| 2019-2020             | Séville FC            | Liga                  | 5           | 0           | 2               | 0               | -                 | -                 | -          | -          | C3                             | 7                              | 0                              | -        | -        | 14    | 0     |
| 2020-2021             | OGC Nice (prêt)       | Ligue 1               | 28          | 3           | 1               | 2               | -                 | -                 | -          | -          | C3                             | 4                              | 0                              | -        | -        | 33    | 5     |
| 2021-2022             | Olympiakós FC (prêt)  | Super League 1        | 18          | 3           | 3               | 1               | -                 | -                 | -          | -          | C3                             | 6                              | 0                              | -        | -        | 27    | 4     |
| 2022-2023             | ES Troyes AC (prêt)   | Ligue 1               | 32          | 7           | -               | -               | -                 | -                 | -          | -          | -                              | -                              | -                              | -        | -        | 32    | 7     |
| 2023-2024             | SC Braga              | Liga NOS              | 23          | 2           | 3               | 2               | 2                 | 0                 | -          | -          | C1+C3                          | 3+1                            | 0                              | -        | -        | 32    | 4     |
| 2024-2025             | Alanyaspor            | Süper Lig             | 15          | 0           | 3               | 1               | -                 | -                 | -          | -          | -                              | -                              | -                              | -        | -        | 18    | 1     |
| 2024-2025             | SC Farense            | Liga NOS              | 12          | 1           | -               | -               | -                 | -                 | -          | -          | -                              | -                              | -                              | -        | -        | 12    | 1     |
| Total sur la carrière | Total sur la carrière | Total sur la carrière | 258         | 42          | 21              | 11              | 15                | 2                 | 2          | 0          | -                              | 31                             | 1                              | 2        | 0        | 329   | 56    |

### Liste des matches internationaux
| Matches internationaux de Rony Lopes | Matches internationaux de Rony Lopes | Matches internationaux de Rony Lopes         | Matches internationaux de Rony Lopes | Matches internationaux de Rony Lopes | Matches internationaux de Rony Lopes | Matches internationaux de Rony Lopes                              |
|                                      | Date                                 | Lieu                                         | Adversaire                           | Résultat                             | Compétition                          | Notes                                                             |
| ------------------------------------ | ------------------------------------ | -------------------------------------------- | ------------------------------------ | ------------------------------------ | ------------------------------------ | ----------------------------------------------------------------- |
| 1.                                   | 14 novembre 2017                     | Stade Dr. Magalhães Pessoa, Leiria, Portugal | États-Unis                           | 1 - 1                                | Match amical                         | Entre en jeu à la place de Gonçalo Guedes à la 80e minute de jeu. |
| 2.                                   | 6 septembre 2018                     | Stade de l'Algarve, Faro, Portugal           | Croatie                              | 1 - 1                                | Match amical                         | Entre en jeu à la place de Bruma à la 68e minute de jeu.          |

## Palmarès

### En club
Parti ensuite en France, il est finaliste de la Coupe de la Ligue avec le Lille OSC en 2016 puis avec l'AS Monaco en 2018 avec qui il est également vice-champion de France en 2018 et finaliste du Trophée des Champions en 2017 et 2018. 
Il est également champion de Grèce en 2022 avec l’Olympiakos.

### Distinctions personnelles
Il est élu meilleur joueur de la réserve de Manchester City pour la saison 2012-2013 et "Rising Star North-West Football Award" (star montante de la région nord-ouest) de l'année 2014.
Avec Monaco il est élu homme du match en Ligue 1 face à l'Olympique Lyonnais à domicile en 2018-2019.